# Abaliget, Baranya
Abaliget este un sat în districtul Pécs, județul Baranya, Ungaria, având o populație de 636 de locuitori (2011). 

## Demografie
Componența etnică a satului Abaliget
     Maghiari (78,56%)
     Romi (13,46%)
     Germani (4,54%)
     Necunoscut (3,44%)
     Alții (3,44%)
Componența confesională a satului Abaliget
     Romano-catolici (52,04%)
     Fără religie (8,49%)
     Reformați (3,77%)
     Greco-catolici (1,57%)
     Necunoscută (33,65%)
     Atei (0,47%)
     Alte religii (0,94%)
Conform recensământului din 2011, satul Abaliget avea 636 de locuitori. Din punct de vedere etnic, majoritatea locuitorilor (78,56%) erau maghiari, existând și minorități de romi (13,46%) și germani (4,54%). Apartenența etnică nu este cunoscută în cazul a 3,44% din locuitori.  Din punct de vedere confesional, majoritatea locuitorilor (52,04%) erau romano-catolici, existând și minorități de persoane fără religie (8,49%), reformați (3,77%) și greco-catolici (1,57%). Pentru 33,65% din locuitori nu este cunoscută apartenența confesională.